# Jay (Florida)
Jay és una població dels Estats Units a l'estat de Florida. Segons el cens del 2000 tenia 579 habitants.

## Demografia
Segons el cens del 2000, Jay tenia 579 habitants, 230 habitatges, i 147 famílies. La densitat de població era de 141,5 habitants/km².
Dels 230 habitatges en un 31,3% hi vivien nens de menys de 18 anys, en un 45,7% hi vivien parelles casades, en un 12,6% dones solteres, i en un 35,7% no eren unitats familiars. En el 31,7% dels habitatges hi vivien persones soles el 13% de les quals corresponia a persones de 65 anys o més que vivien soles. El nombre mitjà de persones vivint en cada habitatge era de 2,43 i el nombre mitjà de persones que vivien en cada família era de 3,07.
Per edats la població es repartia de la següent manera: un 24,5% tenia menys de 18 anys, un 7,3% entre 18 i 24, un 25,2% entre 25 i 44, un 26,8% de 45 a 60 i un 16,2% 65 anys o més.
L'edat mediana era de 40 anys. Per cada 100 dones de 18 o més anys hi havia 86,8 homes.
La renda mediana per habitatge era de 23.500 $ i la renda mediana per família de 40.250 $. Els homes tenien una renda mediana de 26.719 $ mentre que les dones 21.500 $. La renda per capita de la població era de 13.949 $. Entorn del 13,8% de les famílies i el 16,5% de la població estaven per davall del llindar de pobresa.

## Poblacions més properes
El següent diagrama mostra les poblacions més properes.